# Pauline Wagner
Pauline „Polly“ Cynthia Wagner (* 18. August 1910 in Shattuck, Oklahoma, Vereinigte Staaten; † 2. Mai 2014 in Glendale, Kalifornien, Vereinigte Staaten) war eine US-amerikanische Schauspielerin und Tänzerin.

## Leben
Pauline Wagner wurde 1910 in Oklahoma geboren. Sie besuchte die Santa Monica High School mit Gloria Stuart. Sie arbeitete für Metro-Goldwyn-Mayer und RKO. Sie war Gründungsmitglied der Screen Actors Guild. Sie war das Double, welches von King Kong im Film King Kong und die weiße Frau (1933) auf das Hochhausdach getragen wurde. Ihre Filmkarriere endete 1941.
Wagner lebte in Glendale, Kalifornien, und betrieb einen Laden für Babykleidung. Sie war mit Mike Lally und Alfred J. McCourtney verheiratet. Sie wurde auf dem Forest Lawn Hollywood Hills Cemetery beigesetzt.

## Filmografie
- 1930: Der Jazzkönig
- 1930: College Lovers
- 1931: Up Pops the Duke
- 1933: Morgenrot des Ruhms
- 1933: Der Frauenheld
- 1934: Die Glückspuppe
- 1936: Mr. Deeds geht in die Stadt
- 1938: Vivacious Lady
- 1938: The Mad Miss Manton
- 1941: Das goldene Tor
- 1941: New York Town